# Баньё (кладбище)
Кладбище Баньё (фр. Cimetière parisien de Bagneux) — кладбище, расположенное к югу от Парижа на авеню Маркс-Дормуа в городе Баньё департамента О-де-Сен. Одно из трёх парижских кладбищ (наряду с Пантеном и Тье), находящихся за пределами городской территории, наименьшее из них по площади. Кладбище Баньё открыто для новых захоронений. В настоящее время на нём имеется свыше 83 тысяч могил, причём число захороненных увеличивается в среднем на 300 в месяц.

## История
Кладбище открыто 15 ноября 1886 года одновременно с кладбищем Пантен, первоначально здесь был похоронен Оскар Уайльд, пока его останки не были перенесены на кладбище Пер-Лашез. Также первоначально здесь была похоронена Жанна Эбютерн (1898—1920), модель и актриса, любовница Амадео Модильяни, мать его единственного ребёнка. Из-за того, что Жанна Эбютерн совершила самоубийство, её семья не смогла сразу получить разрешение на захоронение её тела на кладбище Пер-Лашез, и получила такое разрешение только в 1930 году, перенеся останки на указанное кладбище, где они в настоящее время покоятся рядом с А. Модильяни.
Ныне среди прочих знаменитостей на кладбище похоронены скульптор Эмиль Вернье, художник-самоучка Анри Руссо, поэт и писатель Франсис Карко, драматург Альфред Жарри, актёр Марсель Далио, кинорежиссёры Жан Виго и Клод Берри, многолетний президент ФИФА Жюль Риме, а также ряд русских эмигрантов, в том числе художники Пётр Нилус и Юрий Анненков и композитор Иван Вышнеградский.
На кладбище также имеются секция военных захоронений и еврейская секция, где находятся памятники евреям — жертвам Второй мировой войны, а также отдельный памятник узникам Варшавского гетто. Два участка кладбища выделены под захоронение британских солдат, погибших во Франции в годы Первой и Второй мировых войн.